# Монте Марконе (Кјети)
Монте Марконе (итал. Monte Marcone) је насеље у Италији у округу Кјети, региону Абруцо.
Према процени из 2011. у насељу је живело 765 становника. Насеље се налази на надморској висини од 101 м.